# Annerösli Zryd
Annerösli Zryd, née le 3 mai 1949 à Adelboden, est une ancienne skieuse alpine suisse.

## Palmarès

### Jeux olympiques d'hiver
| Épreuve / Édition | Descente | Slalom géant | Slalom |
| JO 1968 Grenoble  | 11e      | 13e          | 11e    |

### Championnats du monde
| Épreuve / Édition         | Descente | Slalom géant | Slalom | Combiné      |
| JO 1968 Grenoble          | 11e      | 13e          | 11e    | 8e           |
| Mondiaux 1970 Val Gardena | Or       | Disqualifiée | 19e    | Disqualifiée |

### Coupe du monde
- Meilleur résultat au classement général : 15e en 1967
  - 1 victoire : 1 descente

#### Saison par saison
- Coupe du monde 1967 :
  - Classement général : 15e
- Coupe du monde 1968 :
  - Classement général : 22e
- Coupe du monde 1969 :
  - Classement général : 23e
- Coupe du monde 1970 :
  - Classement général : 20e
    - 1 victoire en descente : Val Gardena (Championnats du monde)

### Arlberg-Kandahar
- Meilleur résultat : 4e place dans la descente, le slalom et le combiné 1967 à Sestrières